# 蘇斯卡爾縣
蘇斯卡爾縣（西班牙語：Cantón Suscal），是厄瓜多爾的縣份，位於該國中南部，由卡尼亞爾省負責管轄，面積31平方公里，2001年人口4,419，該縣份人口密度每平方公里142.55人。